# بلوود (نبراسکا)
بلوود(به انگلیسی: Bellwood) شهری در ایالت نبراسکا کشور ایالات متحده آمریکا است که جمعیت آن در سرشماری سال ۲۰۱۰ میلادی، ۴۳۵ نفر بوده‌است.